# 蕎蒂·米爾斯
蕎蒂·米爾斯（英語：Jodhi Meares，1971年3月24日—），澳洲女性模特兒、電視節目主持人、時裝設計師、已故首富凱利·派克的前媳婦。

## 生平
蕎蒂生於新南威爾斯州南部海邊小鎮梅林布拉，父母在她兩歲之時離異。她在悉尼長大，14歲開始對模特兒工作感興趣。2007-2008年間曾任《澳洲超級模特兒新秀大賽》主持人，但是在季度即場轉播的結局中無故失場，其職位翌季被莎拉·梅鐸所取代。

## 感情生活
蕎蒂於1999年10月23日與澳洲首富凱利·派克之子詹姆斯·派克結婚。婚禮請來埃爾頓·約翰獻唱，總共耗資1千萬元澳幣，其華麗鋪張成為一時佳話。二人沒有子嗣，並於2002年離婚。